# Debrona angustipennis
Debrona angustipennis är en insektsart som beskrevs av Burr 1900. Debrona angustipennis ingår i släktet Debrona och familjen vårtbitare. Inga underarter finns listade i Catalogue of Life.